# Анеморумбограф
Анемо́граф или анеморумбо́граф (от греч. άνεμος — «ветер» + румб + греч. γράφω — «писать») — измерительный прибор для непрерывной автоматической записи скорости и направления ветра. Иногда встречается устаревшее название ветроотметчик.
Результат показаний прибора на бумаге называется анемограммой.
Обладает функциями регистрации и обработки данных измерения на персональном компьютере, а также распечатки этих данных на принтере. Может иметь дополнительные модули для вывода измеряемых параметров на самописец.
Это устройство используется в сочетании с другими приборами и научным оборудованием, также для изучения, описания и документирования основных физических и метеорологических процессов, происходящих в земной атмосфере.
Устройство усовершенствовал швейцарский физик, метеоролог, дизайнер и изобретатель Генрих Иванович Вильд.